# Arborea
Arborea ist eine Kleinstadt mit 3733 Einwohnern (Stand 31. Dezember 2023) in der Provinz Oristano auf Sardinien in Italien.

## Geographie
Arborea liegt etwa 16 km südlich von Oristano am Mittelmeer. Die Nachbargemeinden sind: Marrubiu, Santa Giusta und Terralba.

## Geschichte
Der Ort wurde bis 1928 unter dem faschistischen Regime Benito Mussolinis mit dem Namen Mussolinia streng geometrisch angelegt. Am 29. Oktober 1928 wurde das Dorf eingeweiht, das zwei Jahre später mit dem Namen Mussolinia di Sardegna eine eigene Gemeinde wurde. Nach der Absetzung des Duce wurde Mussolinia am 17. Februar 1944 in Arborea umbenannt. Die Zahl der Einwohner war in diesen sechzehn Jahren bereits auf über dreitausend gestiegen.
An der Stelle, an der sich der Ort Arborea befindet, war über Jahrhunderte ausschließlich Moor, das ab 1919 in einem Urbarmachungsprojekt trockengelegt wurde. Große Teile der so gewonnenen Agrarflächen wurden an Siedler aus Venetien übergeben. Bis heute sprechen diese in der dritten und vierten Generation zum Teil einen venetischen Dialekt in einer ansonsten sardischen Umgebung.
Vor dem Museum ist mit Datum vom 3. Februar 2009 ein dreieckiger Gedenkstein aufgestellt, der an die in Hamburg ermordeten Kinder vom Bullenhuser Damm erinnert, unter denen sich als einziges Kind aus Italien Sergio De Simone befand (* 29. November 1937 in Neapel; † 20. April 1945 in Hamburg). Die Inschrift auf dem Gedenkstein lautet in der deutschen Übersetzung: „Hier halte in Schweigen inne, aber wenn du dich entfernst, rede. Zur Erinnerung an 20 Kinder, die am Bullenhuser Damm getötet wurden, und an alle anderen Opfer der Naziverfolgung. (…)“.
In Arborea befindet sich das Museo Communale (MUBA) im Stadtzentrum am Corso Italia, ex mulino 24.

## Sehenswürdigkeiten

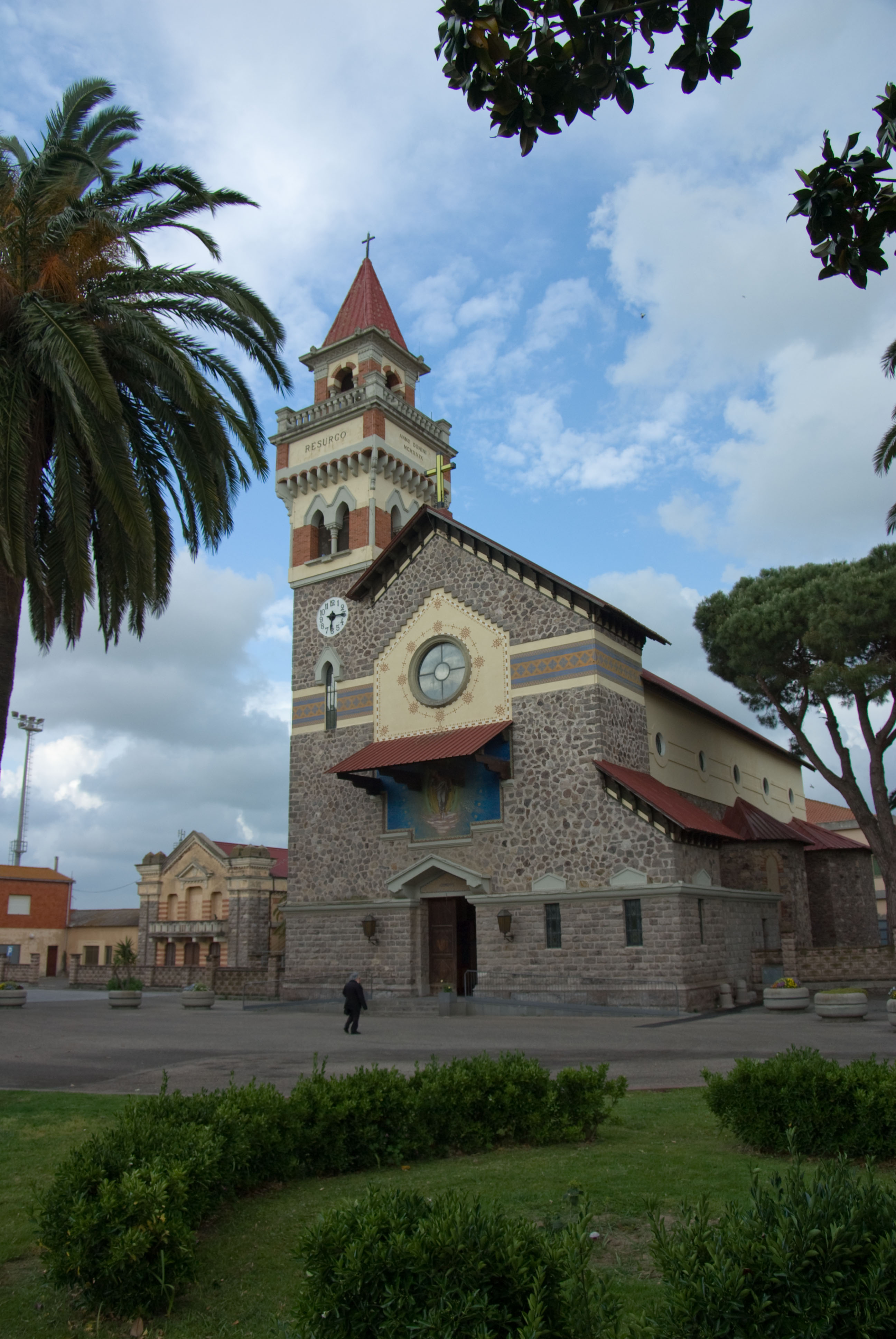
Chiesa del Santissimo Redentore von 1927
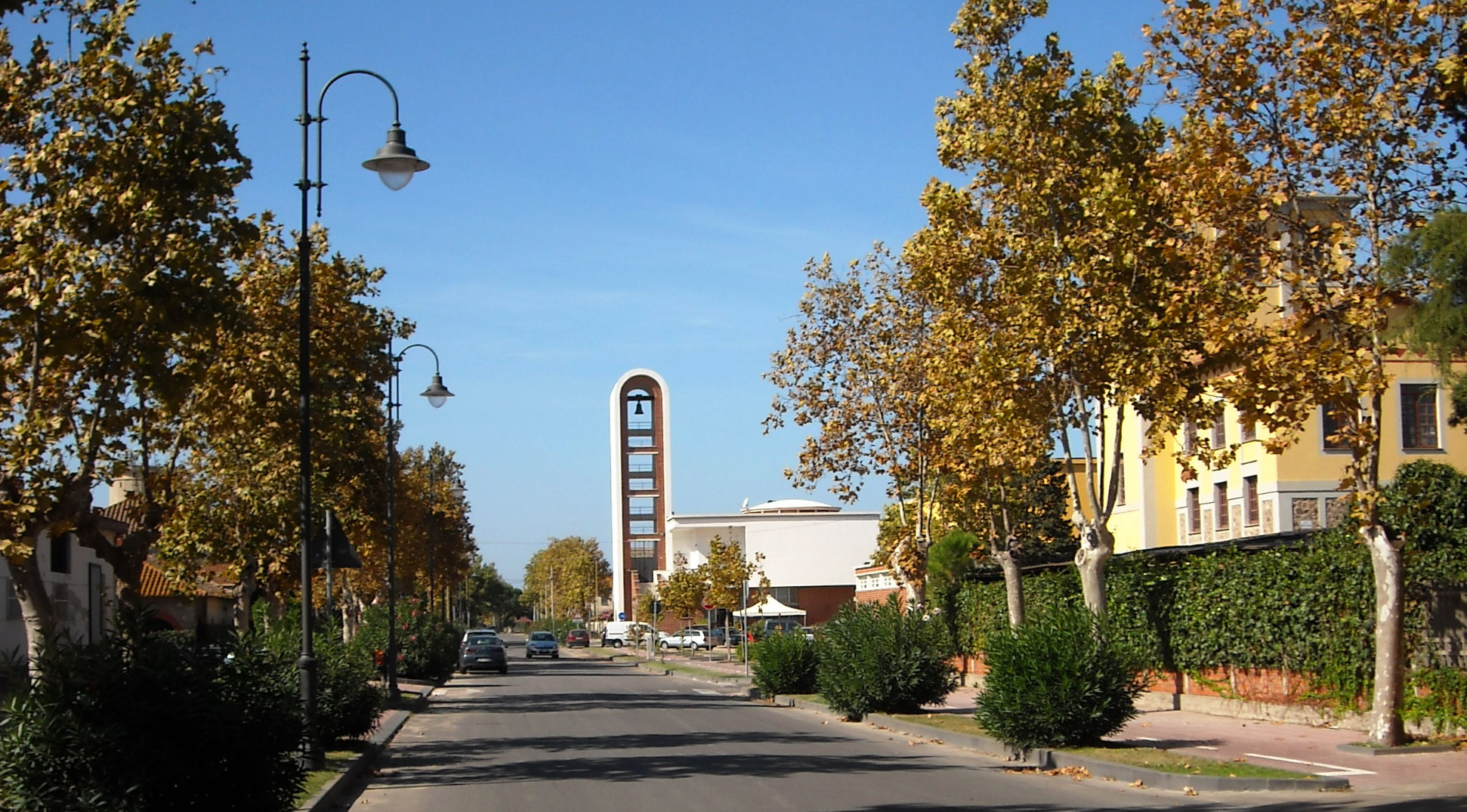
Blick zum Torre Littoria
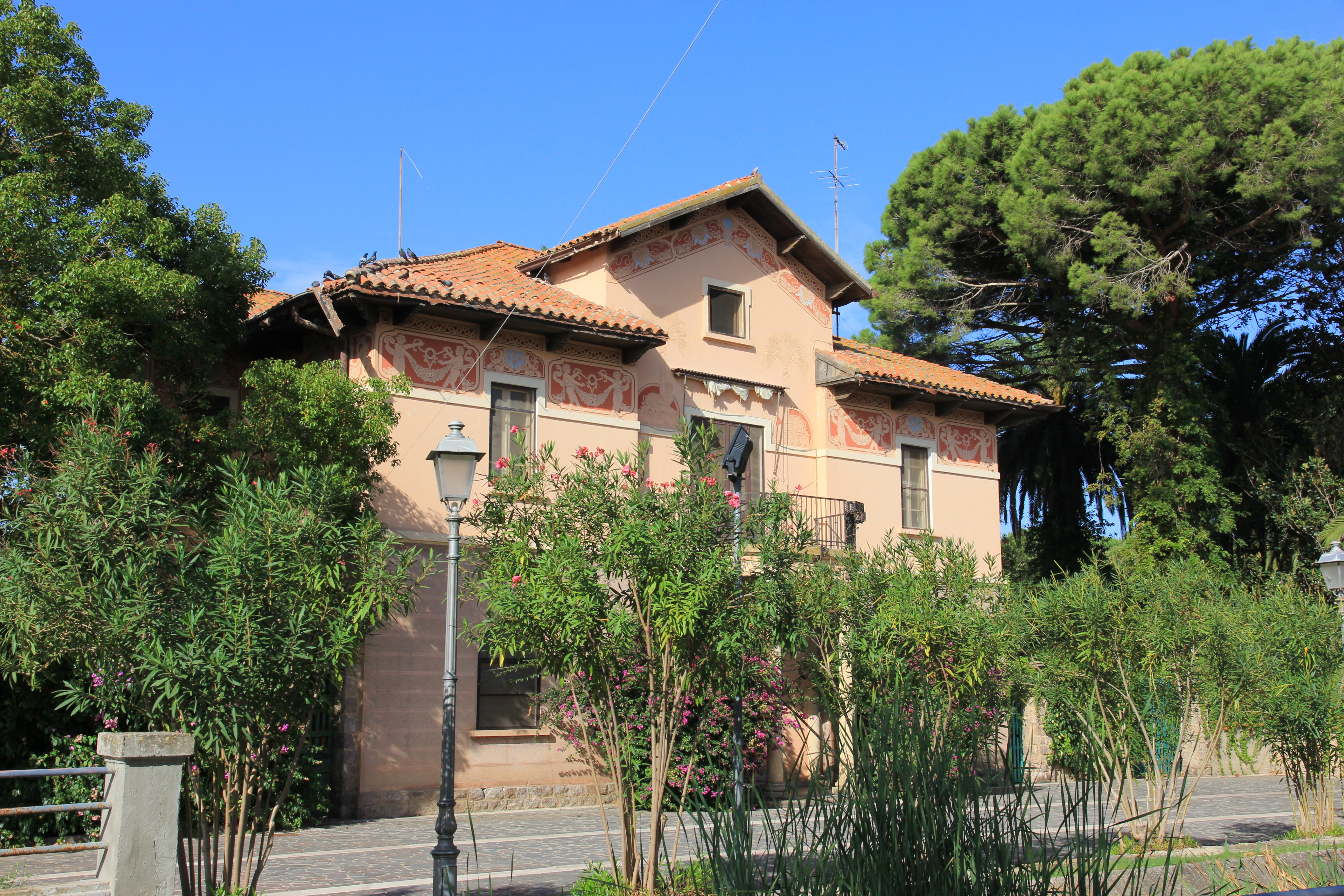
Eine Villa
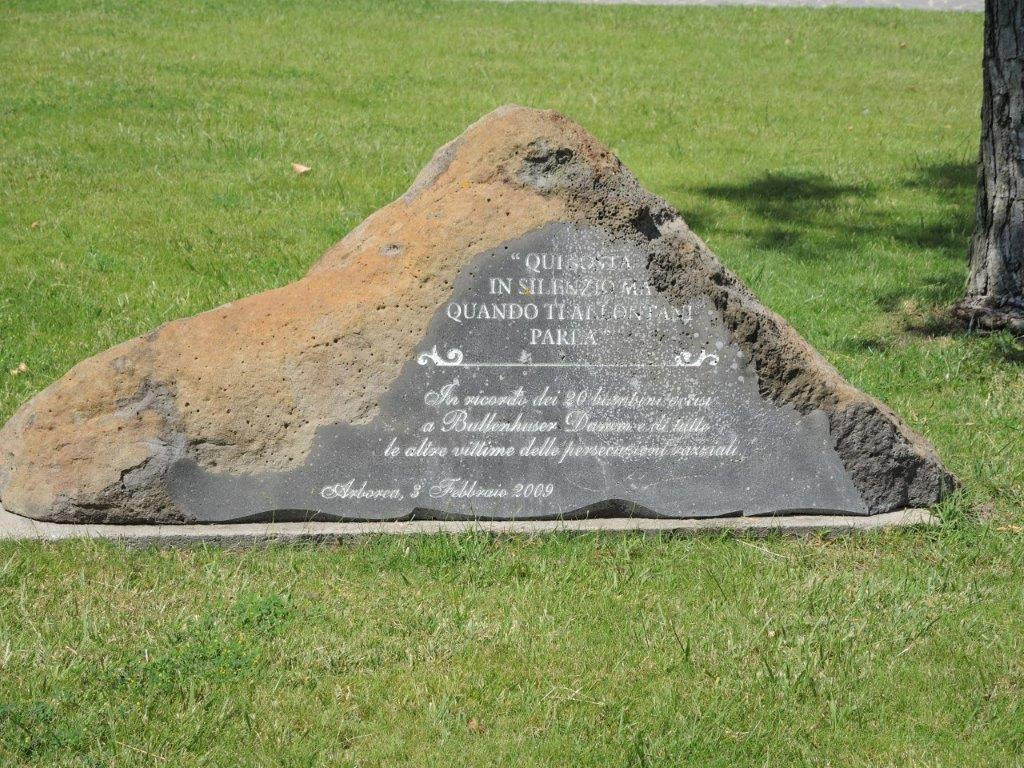
Gedenkstein vor dem Museo Communale

## Wirtschaft und Infrastruktur
Einen wesentlichen Anteil zur wirtschaftlichen Entwicklung von Arborea hat die 1956 gegründete Milchverarbeitungsgenossenschaft 3A Assegnatari Associati Arborea beigetragen.
Der nächste Bahnhof ist in der Gemeinde Marrubiu der Bahnhof Marrubiu-Terralba-Arborea an der Bahnstrecke Cagliari–Golfo Aranci Marittima.

## Söhne und Töchter der Stadt
- Giuseppe Materazzi (* 1946), Fußballspieler und -trainer